# 苏丝米塔·森
苏丝米塔·森（Sushmita Sen，1975年11月19日—），印度女演員宝莱坞电影明星，曾出演多部寶萊塢電影。森一度是模特兒，並獲評1994年環球小姐。她是第一位獲得該項榮譽的印度人，因而創下歷史紀錄。

## 个人经历
苏丝米塔·森出生于印度安德拉邦海德拉巴一个说孟加拉语的家庭。1994年，她在印度小姐选美大赛中獲得冠军。同年，她在马尼拉又摘取了环球小姐冠军。
苏丝米塔·森的父亲叫Shubeer，是一名前印度空军指挥官；母亲叫Subhra，是一名珠宝设计师，在迪拜有一家店面；有一个妹妹叫Neelam，嫁给了Nauman Malik；还有一个哥哥叫Rajeev。此外，苏丝米塔·森的外公是一位诗人。
苏丝米塔·森在乔哈特（Jorhat）和那格浦尔（Nagpur）就读不同的学校。不过，她主要在空军空军金婚纪念学院（Air Force Golden Jubilee Institute ）和Air Force Silver School就读。因为大部分时间和男孩子呆在一起，她被别人当做一个野丫头看待。由于就读的学校是北印度语学校，她直到16岁才会说英语。后来，她不仅掌握了英语，而且成为一名优秀的英语学生，还取得了新闻学学位。

## 个人生活
苏丝米塔·森生活方式不循规蹈矩，谈了很多次恋爱，不过并没有把自己嫁掉。她想认养一位女婴，并取名为Renee。由于苏丝米塔·森是单身，只有在通过法庭的审核后，她才能合法认养Renee。2009年11月19日，苏丝米塔·森认养了另一名女孩Alisha。

## 事业发展
苏丝米塔·森15岁时参加了空军俱乐部大赛，这是她的首次公开亮相。后来，她又参加了一些演出。1994年，她决定角逐印度小姐选美大赛，并且清楚自己面临最热门冠军人选艾西瓦娅·雷（Aishwarya Rai）的竞争。然而，苏丝米塔·森摘取了印度小姐的桂冠，而艾西瓦娅·雷是亚军，这让所有人都吃惊。同年，苏丝米塔·森和艾西瓦娅·雷分别参加了环球小姐和世界小姐的角逐，并且都成功荣膺冠军。
1996年，苏丝米塔·森首次在宝莱坞电影《Dastak》亮相。虽然这部电影表现并不是非常好，不过她引起了人们的注意。1997年，她出演泰米尔语巨片《Ratchagan》。两年后，她在David Dhawan的电影《Biwi No.1》的表现，为她赢得了Filmfare最佳女配角奖。《Biwi No.1》是1999年票房收入第二高的电影。她也凭借电影《Aankhen》获得了影评人的称赞和票房上的成功。
到目前为止，苏丝米塔·森所出演的电影最为轰动的是2004年的《Main Hoon Na》。这部电影的总收入是3.3亿卢比，是当年票房第二高的电影。后来，苏丝米塔·森在电影《Main Aisa Hi Hoon》扮演一名律师，和Ajay Devgan演对手戏。2005年，她和Salman Khan和卡特丽娜·卡夫（Katrina Kaif）一起出演电影《Maine Pyaar Kyun Kiya》。苏丝米塔·森最新的电影有《karma》、《Confessions and Holi》（2006）、《Do knot Distrub》、《Ram Gopal Varma Ki Aag》（2007）和《Dulha Mil Gaya》（2010）。

## 荣誉奖项
- 1999年凭借《Biwi NO.1》获得Filmfare最佳女配角奖
- 2000年凭借《Biwi NO.1》获得IIFA最佳女配角奖
- 2000年凭借《Biwi NO.1》获得Zee Cine最佳女配角奖
- 2001年凭借《Biwi NO.1》获得Star Screen最佳女配角奖
- 2003年凭借《Filhaal》获得Zee Cine最佳女配角奖
- 2006年凭借在宝莱坞的成就获得Rajiv Gandhi大奖